# Carl Swartz
Carl Johan Gustaf Swartz (Norrköping, 5 de junio de 1858 - Estocolmo, 6 de noviembre de 1926), político sueco, primer ministro de su país entre el 30 de marzo de 1917 y el 19 de octubre de ese mismo año.
Era hijo de Erik Swartz, dueño de una fábrica, y de su esposa  Elisabeth Forsgren. Tras completar sus estudios en Upsala y Bonn, retornó a su ciudad natal para encargarse de los negocios familiares, la fábrica de tabaco Petter Swartz. Llegó a jugar un importante papel en su localidad, sobre todo culturalmente. Fue presidente de la Junta Directiva de, entre otros, el Banco Central privado sueco entre 1912 y 1917. En 1917, se convirtió en rector universitario.
Como ministro de Finanzas entre 1906 y 1911, implementó un número de reformas, que incluían ingresos integrados y tasa a la propiedad, que pasaron a ser progresivos. Con el amalgamado de los grupos del ala derecha del Riksdag de la cámara baja, Swartz se transformó en miembro del consejo interno del recién formado Nationella Partiet (en español: Partido Nacional) en 1912.
Durante la Primera Guerra Mundial, fue una figura clave en el Riksdag, en su carácter de Presidente del Comité Permanente de Suministros entre 1915 y 1917. Con el fracaso, debido a presiones externas y falta de armonía interna, del gobierno no alineado partidariamente de Hjalmar Hammarskjöld, el rey Gustavo V convocó al partidariamente conservador Swartz para que asumiera como primer ministro. Este aceptó la designación, más por sentido del deber que por deseo personal de ocupar tal puesto. La principal tarea del nuevo gobierno fue ejercer una influencia tranquilizadora sobre la burguesía, que estaba inquieta, en los días anteriores al 1.º de mayo de 1917, por los rumores de que la revolución de febrero de ese año en Rusia podría extenderse a Estocolmo.
Swartz era generalmente considerado un conservador moderado y razonable, con el estilo de un anticuado y reflexivo dueño de un molino. Prohibió las patrullas de defensa burguesas en previsión de las demostraciones del 1.º de mayo de 1917, a cambio de la seguridad dada por el Partido Social-Demócrata de que se haría responsable del mantenimiento del orden. Sin dicha concesión política, las confrontaciones podrían haber escalado durante el mes de mayo y resultado en una crisis política doméstica.  
El descontento provenía sobre todo de que la gente estaba viviendo al borde de la miseria. Los disturbios de los hambrientos, más que la demanda política del derecho al voto, estaban detrás de las demostraciones. La situación se calmó con el comienzo de la cosecha de la patata, a comienzos del verano. Swartz terminó también rápidamente las negociaciones con los poderes de la Triple Entente, principalmente con Gran Bretaña, sobre importaciones desde el oeste, que Hammarskjöld había impedido. 
Los social-domócratas usaron los disturbios del hambre para ejercer presión sobre el gobierno de derechas, con demandas como el sufragio universal, el sufragio femenino y la supresión de la escala de votación de 40 grados en las elecciones municipales. El gobierno estaba dividido en estos puntos. El líder de la facción izquierdista, el ministro de Administración Pública Oscar von Sydow, y el ministro de Finanzas, Conrad Carleson, estaban de acuerdo con las propuestas de social-demócratas y liberales. Amenazaron con renunciar si Swartz aceptaba la demanda del ministro de Asuntos Exteriores, Arvid Lindman, de mantener el statu quo. El ministro de Finanzas fue respaldado por la industria, que quería que terminara la debacle. Swartz estaba indeciso y se sintió bajo la presión de sus oponentes, por lo que su solución fue esperar hasta las elecciones de la primavera. Esta acción fue histórica: fue el primer líder conservador en seguir el principio parlamentarista de que el pueblo -y no el Rey- puede elegir el gobierno.
Gustavo V intentó durante mucho tiempo evitar un salto hacia el parlamentarismo, pero su deseo de permitir que Swartz continuara a pesar del éxito de los partidos de izquierda en la elección de 1917 fue socavada por el involucramiento del hijo de Swartz en un escándalo de comercio ilegal, en violación del racionamiento existente. 
Carl Swartz fue también una figura municipal eminente y un generoso filántropo. En 1912, donó Villa Swartz a la ciudad de Norrköping, como alojamiento para una biblioteca y un museo. 
Casado en 1886 con Dagmar Lundström, tuvo con ella tres hijos, Erik, Brita y Olof.
| Predecesor: Hjalmar Hammarskjöld | Primer ministro de Suecia 1917 | Sucesor: Nils Edén |

- Datos: Q53305
- Multimedia: Carl Swartz / Q53305